# Мэй Кларк
Мэй Кларк (англ. Mae Clarke, урождённая Ва́йолет Мэ́ри Клотц, англ. Violet Mary Klotz; 16 сентября 1910, Филадельфия, Пенсильвания — 29 апреля 1992, Вудленд-Хиллз, Лос-Анджелес, Калифорния) — американская актриса.

## Биография
Мэй Кларк, урождённая Вайолет Мэри Клотц, родилась в Филадельфии, штат Пенсильвания, 16 августа 1910 года. Она начала свою карьеру в качестве танцовщицы, выступив однажды в одном номере с Барбарой Стэнвик, а в 1929 году состоялся её дебют в кино.
Больше всего она снималась на студии Universal Studios. где появилась в таких кинохитах как «Первая полоса» (1931) и «Франкенштейн» (1931), где исполнила роль невесты Генри Франкенштейна. В том же году на экраны вышел фильм «Враг общества», в котором Мэй исполнила роль блондинки Китти, подружки персонажа Джеймса Кэгни. Фильм стал настолько успешным, что его показывали в кинотеатрах на Таймс-сквер 24 часа в сутки. Также сыграла роль Алисы в фильме 1930 года по книге Льюиса Кэррола «Алиса в Стране чудес».
Всё же, возможно, самой известной её ролью стала Майра Довиль в драме «Мост Ватерлоо» в 1931 году. Кларк изобразила в картине молодую американку, которая в силу обстоятельств вынуждена зарабатывать на жизнь проституцией в годы Первой мировой войны в Лондоне.
В 1933 году Мэй Кларк была пассажиркой автомобиля, которым управлял актёр Филлипс Холмс. Холмс врезался в припаркованную машину, в результате чего актриса сломала челюсть и получила повреждения лица. Она предъявила водителю иск на 21 500 долларов (более 389 000 долларов в ценах 2018 года), утверждая, что Холмс управлял автомобилем в нетрезвом состоянии. Холмс полностью оплатил Кларк лечение, и на этом вопрос был исчерпан.
К концу 1930-х годов карьера Мэй Кларк пошла на спад. В последующие годы ей стали доставаться все меньше ролей, и последнее её появление на большом экране в фильме «Человек-арбуз» в 1970 году даже не было отмечено в титрах.
Актриса трижды была замужем и все три раза разводилась, при этом детей у неё так и не было.
Мэй Кларк умерла 29 апреля 1992 года в возрасте 81 года от рака в доме киноактёров в Вудленд-Хиллз, штат Калифорния.

## Избранная фильмография
- 1929 — Большое время / Big Time — Лили Кларк
- 1931 — Франкенштейн / Frankenstein — Элизабет
- 1931 — Враг общества / The Public Enemy — Китти (в титрах не указана)
- 1931 — Мост Ватерлоо / Waterloo Bridge — Майра Довиль
- 1931 — Первая полоса / The Front Page — Молли
- 1932 — Ночной мир / Night World — Рут Тейлор
- 1932 — Убийство у бассейна с пингвинами / The Penguin Pool Murder — Гвен Паркер
- 1932 — Нетерпеливая служанка / The Impatient Maiden — Рут Роббинс
- 1932 — Три умницы / Three Wise Girls — Глэдис Кейн
- 1933 — Быстро работающие / Fast Workers — Мэри
- 1933 — Убийственная леди / Lady Killer — Майра
- 1933 — Пентхаус / Penthouse — Мими Монтань
- 1933 — Поверните время вспять / Turn Back the Clock — Мэри Райт
- 1934 — Человек с двумя лицами / The Man with Two Faces — Дафна Флауэрс
- 1936 — Классный парень / Great Guy — Джанет Хенри
- 1942 — Летающие тигры / Flying Tigers — Верна Бейлс
- 1945 — Китти / Kitty — Молли
- 1949 — Джефф Кинг — человек ракета / King of the Rocket Men — Гленда Томас
- 1951 — Неизвестный / Unknown Man — подруга Стеллы (в титрах не указана)
- 1952 — Из-за тебя / Because of You — мисс Пич / сестра Пичи
- 1952 — Поющие под дождём / Singing in the Rain — парикмахерша (в титрах не указана)
- 1954 — Великолепная одержимость / Magnificent Obsession — миссис Миллер
- 1955 — Уичито / Wichita — миссис Мэри Элизабет
- 1955 — Не как чужой / Not as a Stranger — сестра Оделл
- 1955 — Женская тюрьма / Women’s Prison — надзирательница Сондерс
- 1955 — Я умирал тысячу раз / I Died a Thousand Times — Мэйбел Боуман (в титрах не указана)
- 1956 — Приходите следующей весной / Come Next Spring — Миртл
- 1958 — Голос в зеркале / Voice in the Mirror — миссис Роббинс
- 1966 — Большой куш для маленькой леди / A Big Hand for the Little Lady — миссис Крейг
- 1967 — Весьма современная Милли / Thoroughly Modern Millie — секретарь (в титрах не указана)
- 1970 — Человек-арбуз / Watermelon Man — старая женщина (в титрах не указана)